# 肥塚隆
肥塚 隆（こえづか たかし、1949年〈昭和24年〉6月24日 - ）は、日本の外交官。駐ホンジュラス特命全権大使、宮内庁式部副長を経て、2010年（平成22年）から駐オランダ特命全権大使、2013年（平成25年）から内閣府迎賓館長。

## 経歴・人物
兵庫県出身。東京大学法学部第二類在学中に外務公務員採用上級試験に合格し、1972年（昭和47年）東大法学部を卒業し外務省に入省。1973年（昭和48年）から1975年（昭和50年）まで米国で在外研修を受け、1975年（昭和50年）ハーバード大学政治学部博士課程修了。外務大臣秘書官などを経て、
- 1988年（昭和63年）7月 - 外務省経済協力局国際機構課長
- 1990年（平成2年）2月 - 外務省アジア局南西アジア課長
- 1992年（平成4年）7月 - 駐中国大使館参事官
- 1995年（平成7年）1月 - ジュネーブ国際機関日本政府代表部参事官
- 1996年（平成8年）1月 - ジュネーブ国際機関日本政府代表部公使
- 1997年（平成9年）8月 - 駐カナダ公使
- 1999年（平成11年）8月 - 公正取引委員会事務総局官房審議官（国際担当）
- 2001年（平成13年）7月 - トロント総領事
- 2004年（平成16年）7月 - 駐ホンジュラス特命全権大使
- 2007年（平成19年）4月 - 宮内庁式部副長
- 2010年（平成22年）9月 - 駐オランダ大使[2]
- 2013年（平成25年）4月 - 内閣府迎賓館長
- 2019年（令和元年）11月 - 瑞宝中綬章受章[3]

## 同期
- 天野之弥（09年国際原子力機関事務局長・05年在ウィーン国際機関日本政府代表部大使）
- 小松一郎（13年内閣法制局長官・11年駐フランス大使・08年駐スイス大使・05年外務省国際法局長・03年外務省欧州局長）
- 武藤正敏（10年駐韓大使・07年駐クウェート大使）
- 小島誠二（12年関西担当大使・10年駐タイ大使・09年儀典長・08年科学技術協力担当大使・06年駐パキスタン大使）
- 神余隆博（12年関西学院大学副学長・08年駐ドイツ大使・06年国連大使（次席））
- 高橋文明（09年駐スペイン大使・03年駐カンボジア大使）
- 野本佳夫（08年駐スロバキア大使）
- 石栗勉（京都外国語大学教授・国連アジア太平洋平和軍縮センター所長）
- 石川薫（日本国際フォーラム研究本部長・10年駐カナダ大使・07年駐エジプト大使・05年外務省経済局長）
- 伊藤誠（10年駐ブルガリア大使・06年駐タンザニア大使）
- 近藤誠一（10年文化庁長官・08年駐デンマーク大使・06年ユネスコ大使）
- 橋広治（10年駐パプアニューギニア大使）
- 峯村保雄（11年駐エルサルバドル大使）
- 山口英一（10年駐バチカン大使・07年駐コスタリカ大使）
- 横田順子（10年駐ラオス大使）
- 佐藤英夫（11年駐イスラエル大使・09年駐バーレーン大使・08年駐アフガニスタン大使）
- 二階尚人（14年駐チリ大使・11年駐ガーナ大使）
- 松原昭（12年駐マリ大使）
- 荒木喜代志（11年駐トルコ大使・09年COP10担当大使・08年国際テロ対策担当大使）

## 著作
- ペーター・J・リートベルゲン『オランダ小史　先史時代から今日まで』 かまくら春秋社、2018年8月